# Guldbagge/Bester Nebendarsteller
Guldbagge: Beste Nebendarsteller
Gewinner des schwedischen Filmpreises Guldbagge in der Kategorie Bester Nebendarsteller (Bästa manliga biroll). Das Schwedische Filminstitut vergibt seit 1964 alljährlich seine Auszeichnungen für die besten Filmproduktionen und Filmschaffenden des vergangenen Kinojahres Ende Januar beziehungsweise Anfang Februar auf einer abwechselnd in Stockholm oder Göteborg stattfindenden Gala.
Seriensieger blieben in dieser Kategorie bisher aus.

## Preisträger und Nominierungen

### 1990er Jahre
1996
Tomas von Brömssen – Schön ist die Jugendzeit (Lust och fägring stor)
Jonas Karlsson – 30:e november
Thommy Berggren – Stora och små män
1997
Lennart Jähkel – Die Spur der Jäger (Jägarna)
Reine Brynolfsson – Jerusalem
Sven-Bertil Taube – Jerusalem
1998
Emil Forselius – Tic Tac
Jacob Ericksson – Adam & Eva
Krister Henriksson – Slutspel
1999
Thommy Berggren – Glasblåsarns barn
Ralph Carlsson – Raus aus Åmål (Fucking Åmål)
Johan Widerberg – Das Glück kommt morgen (Under solen)

### 2000er Jahre
2000
Shanti Roney – Vägen ut
Peter Andersson – Zero Tolerance – Zeugen in Angst (Noll tolerans)
Dan Ekborg – Tomten är far till alla barnen
2001
Said Oveissi – Vingar av glas
Brasse Brännström – Gossip
Michael Nyqvist – Zusammen! (Tillsammans)
2002
Brasse Brännström – Deadline – Terror in Stockholm (Sprängaren)
Anders Ahlbom – Lea livet
Shanti Roney – Kommissar Beck – Preis der Rache (Beck – hämndens pris)
2003
Göran Ragnerstam – Suxxess
Lennart Jähkel – Suxxess
Alexander Skarsgård – Hundtricket
2004
Ingvar Hirdwall – Om jag vänder mig om
Gösta Ekman – Verschwörung im Berlin-Express (Skenbart)
Gustaf Skarsgård – Evil (Ondskan)
2005
Ulf Brunnberg – Fyra nyanser av brunt
Lennart Jähkel – Wie im Himmel (Så som i himmelen)
Joakim Lindblad – Zurück nach Dalarna (Masjävlar)
2006
Magnus Krepper – Mun mot mun
Börje Ahlstedt – Percy, Buffalo Bill och jag
Michael Nyqvist – Die beste Mutter (Den bästa av mödrar)
2007
Anders Ahlbom – Mankells Wallander – Dunkle Geheimnisse (Hemligheten)
Peter Engman – När mörkret faller
David Johnson – Farväl Falkenberg
2008
Hassan Brijany – Ett öga rött
Dan Ekborg – Se upp för dårarna
Nicolaj Schröder – Hata Göteborg
2009
Jesper Christensen – Die ewigen Momente der Maria Larsson (Maria Larssons eviga ögonblick)
Torkel Petersson – Patrik 1,5
Per Ragnar – So finster die Nacht (Låt den rätte komma in)

### 2010er Jahre
2010
Kjell Bergqvist – Bröllopsfotografen
Joel Kinnaman – GSI – Spezialeinheit Göteborg (Johan Falk)
Sven-Bertil Taube – Verblendung (Män som hatar kvinnor)
2011
Peter Dalle – Der Himmel ist unschuldig blau (Himlen är oskyldigt blå)
David Dencik – Cornelis
Ville Virtanen – Bessere Zeiten (Svinalängorna)
2012
Jan Josef Liefers – Simon (Simon och Ekarna)
Peter Andersson – Happy End
Johan Widerberg – Happy End
2013
Peter Carlberg – Avalon
Milan Dragišić – Äta sova dö
Fares Fares – Snabba Cash II
2014
Sverrir Gudnason – Monica Z
Kjell Bergqvist – Monica Z
David Dencik – Hotell
2015
Kristofer Hivju – Höhere Gewalt (Turist)
Kjell Bergqvist – Flugparken
Sverrir Gudnason – Gentlemen
2016
Mats Blomgren – Efterskalv
Henrik Dorsin – Flocken
Issaka Sawadogo – Det vita folket
2017
Michael Nyqvist – Den allvarsamma leken
Henrik Dorsin – Flykten till framtiden
Iwar Wiklander – Der Hunderteinjährige, der die Rechnung nicht bezahlte und verschwand (Hundraettåringen som smet från notan och försvann)
Johan Kylén – Jätten
2018
Stellan Skarsgård – Borg/McEnroe
Shia LaBeouf – Borg/McEnroe
Yaser Maher – Die Nile Hilton Affäre (The Nile Hilton Incident)
Przemyslaw Sadowski – Jordgubbslandet
2019
Eero Milonoff – Border (Gräns)
Fredrik Hallgren – Sune vs. Sune
Henrik Rafaelsen – Astrid (Unga Astrid)
Jens Albinus – X&Y

### 2020er Jahre
2020
David Dencik – Quick – Die Erschaffung eines Serienkillers
Bachi Valishvili – Als wir tanzten (And Then We Danced)
Tomas von Brömssen – Sune – Bester Mann (Sune – Best Man)
Ulf Stenberg – Fraemling
2021
Ahmad Fadel – Ghabe
Sverrir Gudnason – Charter
Erik Johansson – Orca
Ville Virtanen – Den längsta dagen
2022
Jonay Pineda Skallak – Winterbucht (Vinterviken)
Filip Berg – Das wundersame Weihnachtsfest des Karl-Bertil Jonsson (Sagan om Karl-Bertil Jonssons julafton)
Daniel Castañeda Rincón – Clara Sola
Magnus Krepper – Winterbucht
2023
Zlatko Burić – Triangle of Sadness
Håkan Bengtsson – Ich bin Zlatan (Jag är Zlatan)
Fares Fares – Die Kairo Verschwörung (Boy from Heaven)
Sten Ljunggren – Burn All My Letters (Bränn alla mina brev)